# Michael Arroyo
Michael Antonio "Micky" Arroyo Mina (ur. 23 kwietnia 1987 w Guayaquil) – ekwadorski piłkarz występujący na pozycji ofensywnego pomocnika, obecnie zawodnik meksykańskiej Amériki.

## Kariera klubowa
Arroyo pochodzi z miasta Guayaquil i jest wychowankiem tamtejszego zespołu CS Emelec, w którym zaczął trenować jako piętnastolatek. Trzy sezony później został włączony do seniorskiej drużyny i w ekwadorskiej Serie A zadebiutował w 2005 roku. Premierową bramkę w najwyższej klasie rozgrywkowej strzelił natomiast 13 października 2006 w wygranym 3:0 meczu z Deportivo Azogues. W tym samym sezonie 2006 wywalczył z Emelekiem tytuł wicemistrza kraju. We wrześniu 2007 po ligowym meczu z Deportivo Cuenca został zdyskwalifikowany na sześć miesięcy za stosowanie dopingu (w jego organizmie wykryto zakazaną substancję – marihuanę). Na początku 2009 roku przeszedł do stołecznej drużyny Deportivo Quito, gdzie od razu został kluczowym zawodnikiem zespołu prowadzonego przez argentyńskiego trenera Rubéna Darío Insúę i w rozgrywkach 2009 zdobył z nim swoje premierowe mistrzostwo Ekwadoru. Barwy Deportivo reprezentował ogółem przez półtora roku.
Latem 2010 Arroyo za sumę miliona dolarów zasilił meksykańską ekipę San Luis FC z siedzibą w San Luis Potosí. W meksykańskiej Primera División zadebiutował 24 lipca 2010 w zremisowanym 1:1 spotkaniu z Monterrey, natomiast pierwszego gola w nowej drużynie zdobył 20 sierpnia tego samego roku w przegranej 2:3 konfrontacji z Estudiantes Tecos. W San Luis występował ogółem przez kolejne półtora roku, nie odnosząc z tym klubem większych sukcesów. W styczniu 2012 został zawodnikiem zespołu Atlante FC z miasta Cancún, gdzie jako kluczowy zawodnik spędził następne pół roku, lecz również nie zdołał zanotować żadnego osiągnięcia. W późniejszym czasie powrócił do ojczyzny, na zasadzie wypożyczenia przenosząc się do drużyny Barcelona SC z siedzibą w swoim rodzinnym Guayaquil. Tam od razu wywalczył sobie pewne miejsce w wyjściowym składzie i w sezonie 2012 zdobył z Barceloną swój drugi tytuł mistrza Ekwadoru, a po upływie dwóch lat wrócił do Atlante, będąc największą gwiazdą ekipy, lecz na koniec rozgrywek 2013/2014 spadł z nim do drugiej ligi meksykańskiej.
W lipcu 2014 Arroyo na zasadzie wypożyczeniu zasilił czołowy meksykański zespół – Club América z siedzibą w stołecznym mieście Meksyk. Tam już w pierwszym, jesiennym sezonie Apertura 2014 zdobył swoje pierwsze mistrzostwo Meksyku, będąc podstawowym zawodnikiem drużyny. W 2015 roku triumfował natomiast z ekipą prowadzoną przez Gustavo Matosasa w najbardziej prestiżowych rozgrywkach północnoamerykańskiego kontynentu – Lidze Mistrzów CONCACAF. Bezpośrednio po tym, wskutek udanych występów, został wykupiony przez Américę na stałe za sumę czterech milionów dolarów i jeszcze w tym samym roku zajął z nią drugie miejsce w krajowym superpucharze – Campeón de Campeones. Wziął również udział w Klubowych Mistrzostwach Świata, plasując się podczas nich na piątej lokacie, zaś w 2016 roku drugi raz z rzędu wygrał z Américą północnoamerykańską Ligę Mistrzów.
| Sezon     | Klub            | Kraj    | Rozgrywki | Mecze | Bramki |
| --------- | --------------- | ------- | --------- | ----- | ------ |
| 2005      | CS Emelec       | Ekwador | Serie A   | 10    | 0      |
| 2006      | CS Emelec       | Ekwador | Serie A   | 28    | 1      |
| 2007      | CS Emelec       | Ekwador | Serie A   | 19    | 0      |
| 2008      | CS Emelec       | Ekwador | Serie A   | 16    | 3      |
| 2009      | Deportivo Quito | Ekwador | Serie A   | 27    | 10     |
| 2010      | Deportivo Quito | Ekwador | Serie A   | 15    | 4      |
| 2010/2011 | San Luis FC     | Meksyk  | Liga MX   | 30    | 5      |
| 2011/2012 | San Luis FC     | Meksyk  | Liga MX   | 13    | 4      |
| 2011/2012 | Atlante FC      | Meksyk  | Liga MX   | 16    | 4      |
| 2012      | Barcelona SC    | Ekwador | Serie A   | 12    | 6      |
| 2013      | Barcelona SC    | Ekwador | Serie A   | 36    | 11     |
| 2013/2014 | Atlante FC      | Meksyk  | Liga MX   | 16    | 8      |
| 2014/2015 | Club América    | Meksyk  | Liga MX   | 38    | 5      |
| 2015/2016 | Club América    | Meksyk  | Liga MX   | 36    | 6      |
| 2016/2017 | Club América    | Meksyk  | Liga MX   |       |        |

## Kariera reprezentacyjna
W 2007 roku Arroyo znalazł się w ogłoszonym przez szkoleniowca Ivána Romero składzie reprezentacji Ekwadoru U-20 na Mistrzostwa Ameryki Południowej U-20. Na paragwajskich boiskach był jednym z rezerwowych graczy swojej kadry i rozegrał wszystkie cztery spotkania (tylko jedno w wyjściowym składzie), zdobywając bramkę z rzutu karnego w spotkaniu z Wenezuelą (3:1). Jego zespół zanotował wówczas bilans zwycięstwa, remisu i dwóch porażek, odpadając z turnieju już w pierwszej rundzie i nie kwalifikując się na Mistrzostwa Świata U-20 w Kanadzie.
W seniorskiej reprezentacji Ekwadoru Arroyo zadebiutował za kadencji kolumbijskiego selekcjonera Reinaldo Ruedy, 8 maja 2010 w zremisowanym 0:0 meczu towarzyskim z Meksykiem. Pierwszego gola w kadrze narodowej strzelił 28 maja 2011 w sparingu z tym samym rywalem, tym razem zakończonej wynikiem 1:1. W tym samym roku został powołany na turniej Copa América, gdzie wystąpił we wszystkich trzech spotkaniach (w dwóch w pierwszej jedenastce), zaś jego drużyna odpadła z rozgrywek już w fazie grupowej. W 2014 roku, po uprzednich występach w kwalifikacjach, znalazł się w ogłoszonym przez Ruedę składzie na Mistrzostwa Świata w Brazylii, podczas których pełnił jednak głównie rolę rezerwowego i rozegrał dwa z trzech meczów (jeden w wyjściowym składzie) – ze Szwajcarią (1:2) i Francją (0:0). Ekwadorczycy zakończyli natomiast swój udział w mundialu już w fazie grupowej. W 2016 roku wziął udział w kolejnym turnieju Copa América, będącym edycją jubileuszową i rozgrywanym w Stanach Zjednoczonych; był jednak tylko rezerwowym w taktyce selekcjonera Gustavo Quinterosa. Zagrał wówczas w jednym z czterech meczów, w przegranym ćwierćfinale z USA (1:2), w którym strzelił gola, a jego kadra odpadła z imprezy.